# 자가 면역 질환
자가 면역 질환(自家免疫疾患, 영어: autoimmune disease)은 자가 면역으로 나타나는 질병이다. 즉, 정상적인 화학 물질과 신체의 일부 세포들에 대해 면역계가 잘못된 반응을 일으킨 것이다. 바꾸어 말하면 면역반응이 실수를 한 것으로 건강한 세포를 해롭게 보고 그들을 공격한 것이다.
자가면역질환은 다양한 림프구 중에 체내 자기자신의 분자와 반응하는 수용체를 가지는 림프구에 의해 나타나기도 한다. 즉, 이러한 자기반응성 림프구들이 제거되거나 불활성되지 않는다면 면역계는 결국 자신의 세포 또는 조직을 공격하게 될 것이다. 하지만 정상의 경우 림프구들이 골수에서 성숙되는 동안 자기반응성이 점검 되며 이러한 과정 동안 자기 분자에 특이적인 수용체를 가진 림프구들은 세포자살 (아폽토시스)에 의해 죽거나 무반응 세포로 변하게 된다. 결과적으로 비자기분자와 반응하는 림프구만 남게되고 이러한 과정을 자기관용기작(Self-tolerance)이라고 한다. 만약 자기관용기작이 정상적이지 못할 경우에는 류마티스 관절염과 같은 자가면역질환을 유발하게 된다. 자가 면역 질환에는 류마티스 관절염뿐만 아니라 1형 당뇨병(인슐린 의존성), 전신성 루푸스, 크론병, 건선 등이 있다.

## 예
- 류마티스 관절염 - B세포가 생산한 항체가 연골조직과 뼈에 있는 단백질을 위험한 물질로 잘못 인지하여 이들을 파괴한다.
- 제1형 당뇨병(인슐린 의존성) - 췌장의 인슐린 분비세포가 T세포에 의해 파괴되어 나타나는 질병이다.
- 사이토카인 방출 증후군
- 다발성 경화증